# Adieu foulards
Adieu foulards est un film français réalisé par Christian Lara et sorti en 1983.

## Synopsis
Un jeune compositeur antillais vit à Paris et essaie de faire venir une chanteuse antillaise pour une audition, mais son arrivée est retardée.

## Fiche technique
- Réalisation : Christian Lara
- Scénario : Christian Lara, Yvonne Dalton
- Image : Jean-Claude Couty
- Musique : Jacques Arconte
- Montage : Claude Théret
- Genre : comédie
- Pays de production :  France
- Durée : 90 minutes
- Date de sortie : 28 décembre 1983 (France)

## Distribution
- France Zobda : Ariane
- Alix de Konopka : Laurence
- Greg Germain : Denis Bertier
- Daniel Prévost : Le médium
- Jean-Pierre Darras : Achille Bernard
- Daniel Ceccaldi : Gilbert Carboni
- Patrick Préjean : Victor
- Patrice Melennec :Roger
- Félix Marten : Georges
- Philippe Lavil : lui-même
- Michel Bernard : Léo